# Ukraïnskaia
Ukraïnskaia - Украинская (rus) - és una stanitsa del krai de Krasnodar, a Rússia. Es troba a les terres baixes de Kuban-Azov, a la vora del riu Txelbas, a 22 km al sud de Pàvlovskaia i a 117 km al nord-est de Krasnodar, la capital.
Pertany a aquest municipi l'stanitsa de Staroleuixkovskaia.